# Johs. Kristensens Skibsbyggeri
Johs. Kristensens Skibsbyggeri er et dansk skibsværft, der blev etableret i 1938 og var beliggende i Hvide Sande. Værftet udførte mere end 100 nybygninger, primært af fiskeskibe, men også specialbygninger under ledelse af grundlægger Johannes Kristensen og senere to af hans tre sønner Egon og Ernst, der tog over efter faren.
Skibsværftet gik konkurs i 1995 og mens Johannes Kristensens tredje søn, Carl Erik Kristensen, der siden 1950 havde drevet Hvide Sande Skibs- & Baadebyggeri, overtog værftet i Hvide Sande, omdannede daværende direktør i Johs. Kristensens Skibsbyggeri, Jan Stampe, resterne af virksomheden til bemandingsvirksomheden JKS A/S.

## Historie
- 1938 – Johs Kristensens Skibsbyggeri blev stiftet.[5]
- 1971 – Efter Johannes Kristensens død overtog hans to sønner Egon og Ernst virksomheden.[1]
- 1995 – Selskabet indgav konkursbegæring grundet disput med Jyske Bank.[4]
- 1995 – Værftet i Hvide Sande overtages af Hvide Sande Skibs- & Baadebyggeri,[4] mens det eksisterende mandskab, der var ansat i det dengang konkursbegærede selskab, blev udlejet til andre virksomheder gennem det på daværende tidspunkt nyoprettede selskab JKS A/S,[1] der er en forkortelse for Johannes Kristensens Skibsbyggeri.[6]
- 1997 – Selskabet blev opløst efter konkurs.[5]